# Kalsagado-Mossi
Ne doit pas être confondu avec Kalsagado-Peulh ou Kalsagado-Samba.
Kalsagado-Mossi est une localité située dans le département de Oula de la province du Yatenga dans la région Nord au Burkina Faso.

## Géographie
Kalsagado-Mossi se trouve à 12 km au sud-est de Oula, le chef-lieu du département, et à environ 26 km au sud-est du centre de Ouahigouya. Le village est à 4 km au sud-est de Ziga et à 10 km à l'est de la route nationale 2 reliant le centre au nord du pays.

## Santé et éducation
Le centre de soins le plus proche de Kalsagado-Mossi est le centre de santé et de promotion sociale (CSPS) de Ziga tandis que le centre hospitalier régional (CHR) se trouve à Ouahigouya.